# خانک (تفرش)
خانک (تفرش)، روستایی از توابع بخش مرکزی شهرستان تفرش در استان مرکزی ایران است.

## جمعیت
این روستا در دهستان خرازان قرار دارد و براساس سرشماری مرکز آمار ایران در سال ۱۳۸۵، جمعیت آن ۲۴۲ نفر (۹۲خانوار) بوده‌است.

### سوغات
ماده ارزشمند خانک که ارزش غذایی داشته و تنها سوغاتی شهرک به حساب می‌آید، لواشک است. 